# Rovfjäril
Rovfjäril (Pieris rapae) är en art i familjen vitfjärilar.
Den förekommer i hela Sverige, Europa, Nordafrika och Asien, och är även införd i Nordamerika. Den liknar kålfjäril men är mindre och har ett vingspann på 42 till 50 millimeter. Den förekommer på ängsmark samt i trädgårdar och förekommer i 2 till 3 generationer per år. Larven lever på korsblommiga växter och kan vid massförekomst skada exempelvis kål, rovor, raps och senap. Den mörka är oftast den som är hanen och den ljusa är hona.

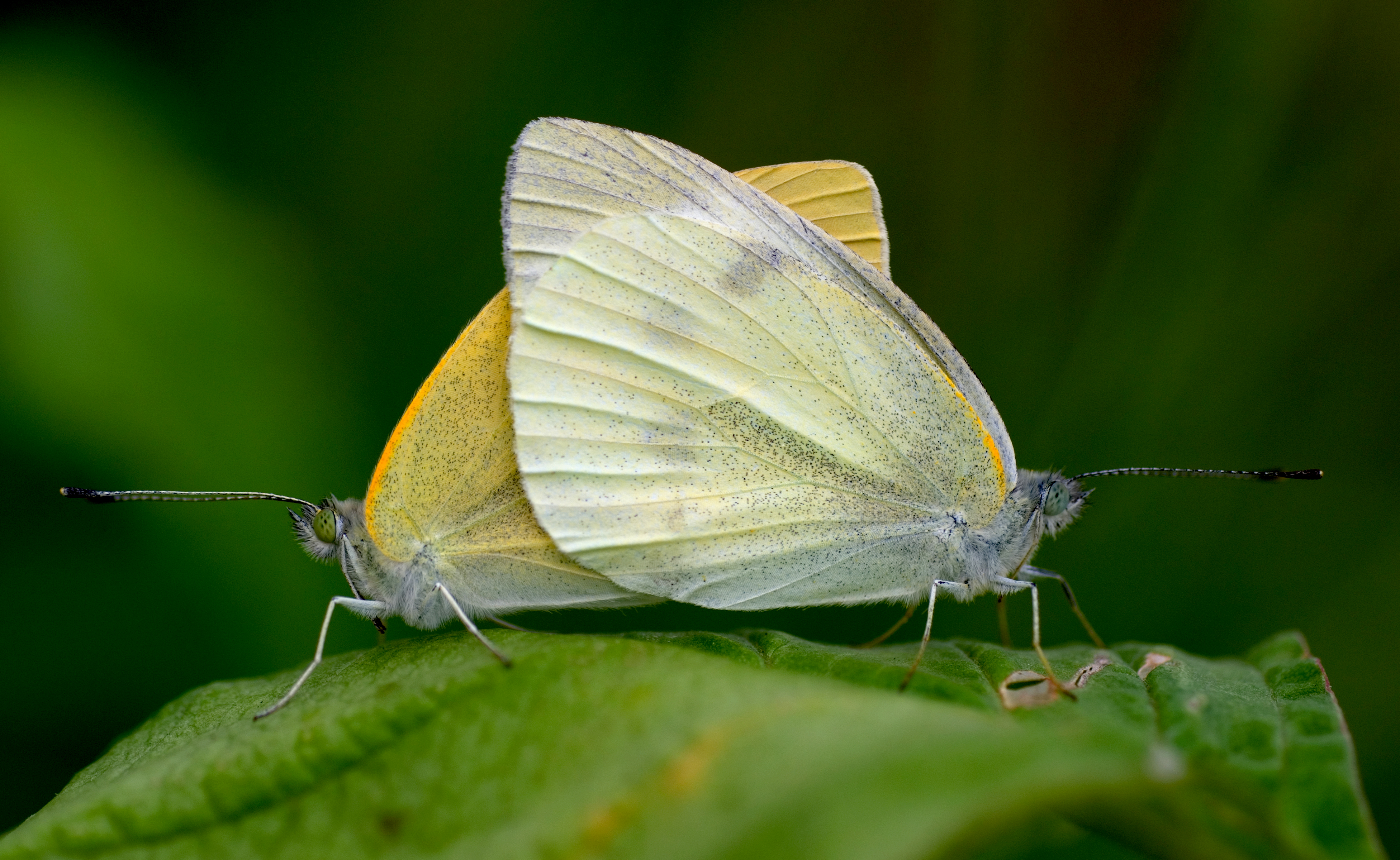
Kopulerande par

Den pollinerar bland annat pipdån. 